# 滋賀県道268号伊吹山上野線
滋賀県道268号伊吹山上野線（しがけんどう268ごう いぶきやまうえのせん）は、滋賀県米原市を通る一般県道である。

## 概要
伊吹山から米原市上野に至る。
伊吹山登山道歩道を山頂から麓まで県道として指定したものであり、終点付近の集落地を除き車両の通行はほぼ全区間不能である。

### 路線データ
- 起点：滋賀県米原市上野（伊吹山山頂域）
- 終点：滋賀県米原市上野（滋賀県道551号山東伊吹線交点）
- 総延長：5.9 km

## 地理
沿線には伊吹寺、伊吹山特別地域気象観測所（旧伊吹山観測所）、伊吹高原レストラン、伊吹山スキー場、松尾寺、三之宮神社、念願寺が点在する。

### 通過する自治体
- 米原市

### 交差する道路
| 交差する道路            | 交差する場所 | 交差する場所 |
| ----------------------- | ------------ | ------------ |
| 滋賀県道551号山東伊吹線 | 上野         | 終点         |

### 沿線
- 伊吹山
- 伊吹山スキー場
- 松尾寺
- 三之宮神社
- 念願寺